# Liste der Schulen in Kaufbeuren
Diese Liste enthält nach Schularten sortiert alle Schulen der Stadt Kaufbeuren.

## Grundschulen bzw. Grund- und Mittelschulen

### Grundschulen
- Adalbert-Stifter-Grundschule
- Grundschule Hirschzell
- Grundschule Oberbeuren
- Konradin-Grundschule
- Konradin-Grundschule Außenstelle
- Schrader-Grundschule

### Grund- und Mittelschulen
- Beethoven-Grund- und Mittelschule
- Gustav-Leutelt-Grund- und Mittelschule

### Mittelschule

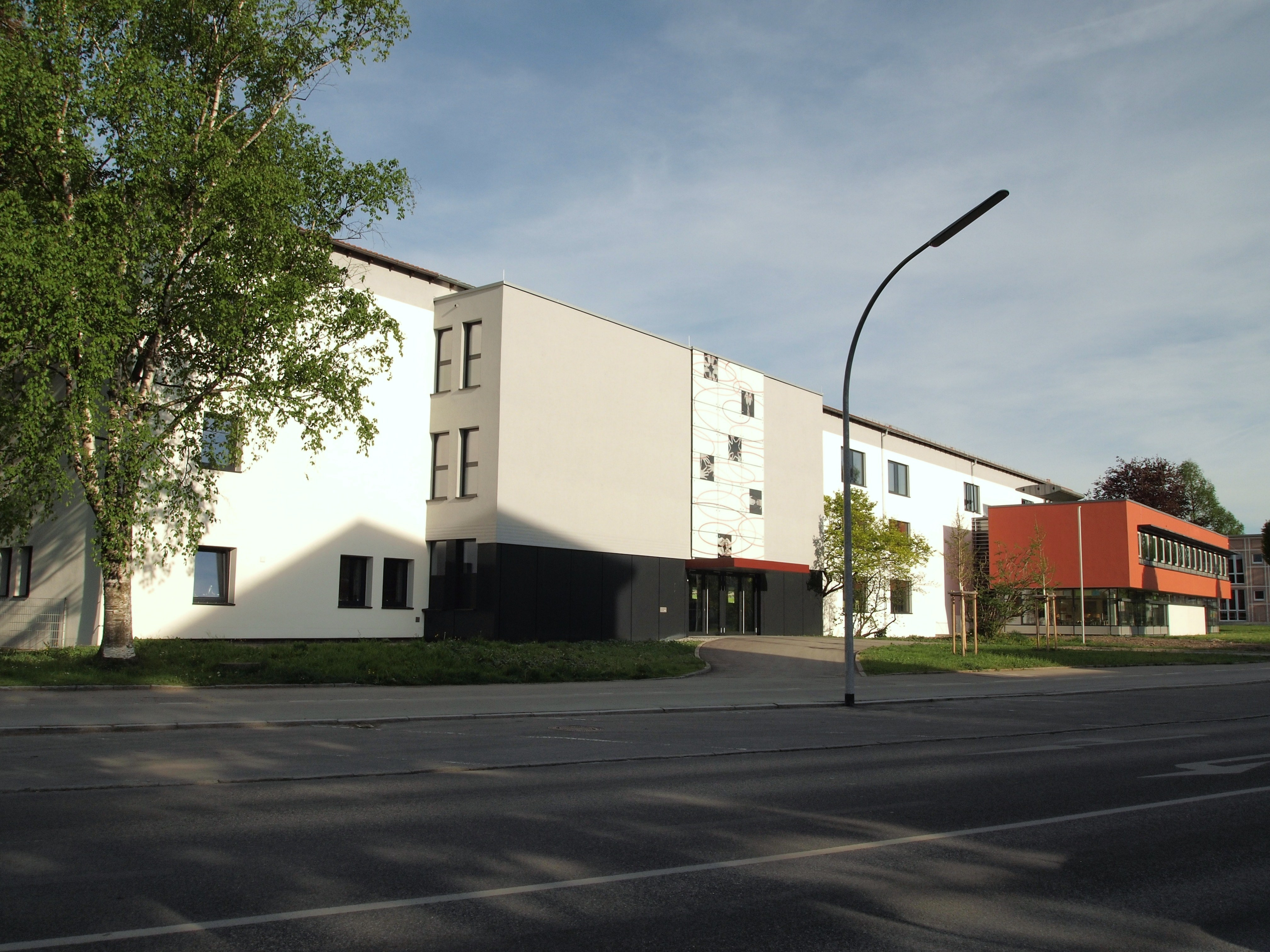
Jörg-Lederer-Mittelschule in Kaufbeuren.

- Jörg-Lederer-Mittelschule

## Förderschulen

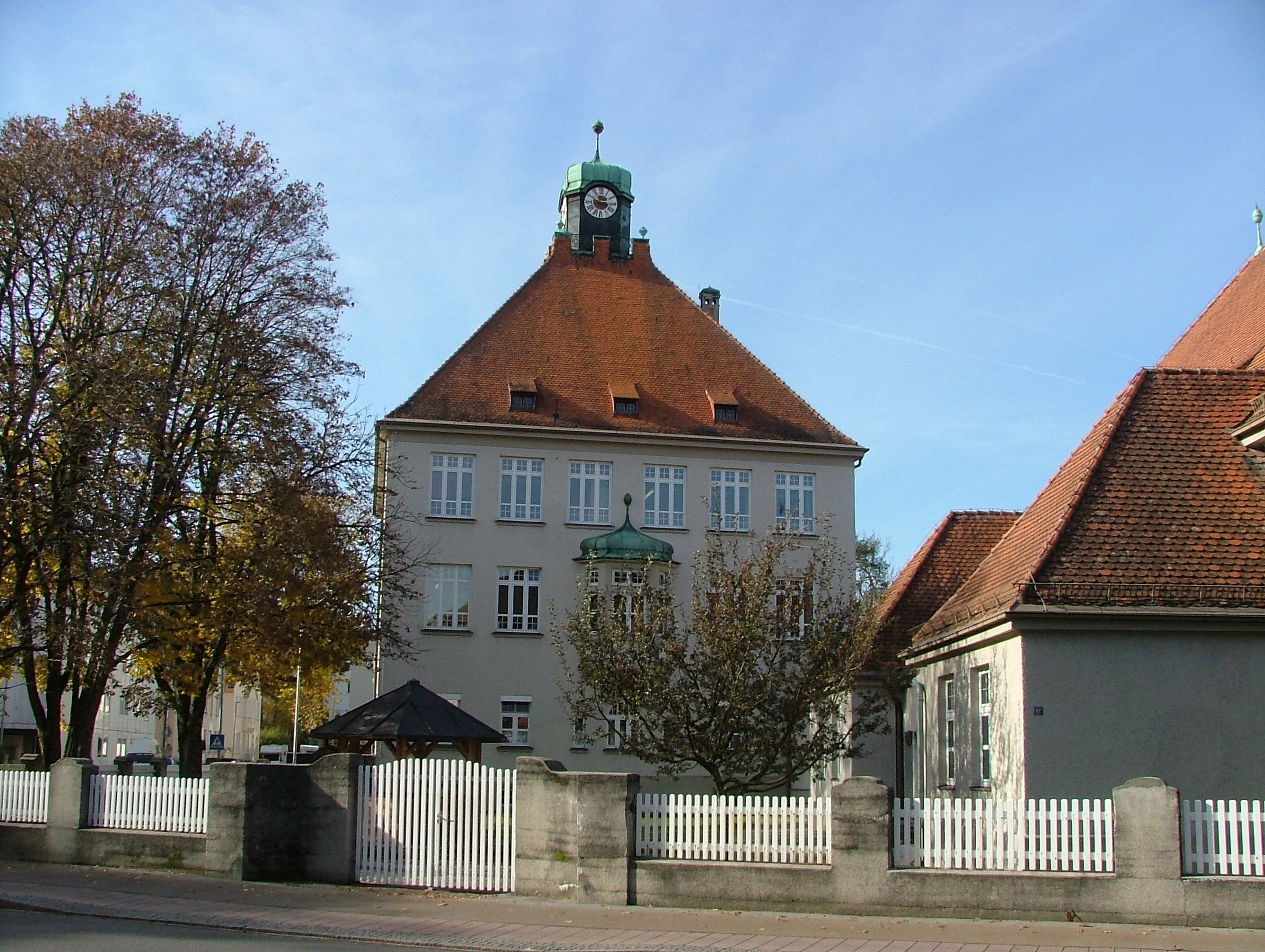
Josef-Landes-Schule in Kaufbeuren

- Josef-Landes-Schule
- Ludwig-Reinhard-Schule

## Realschulen

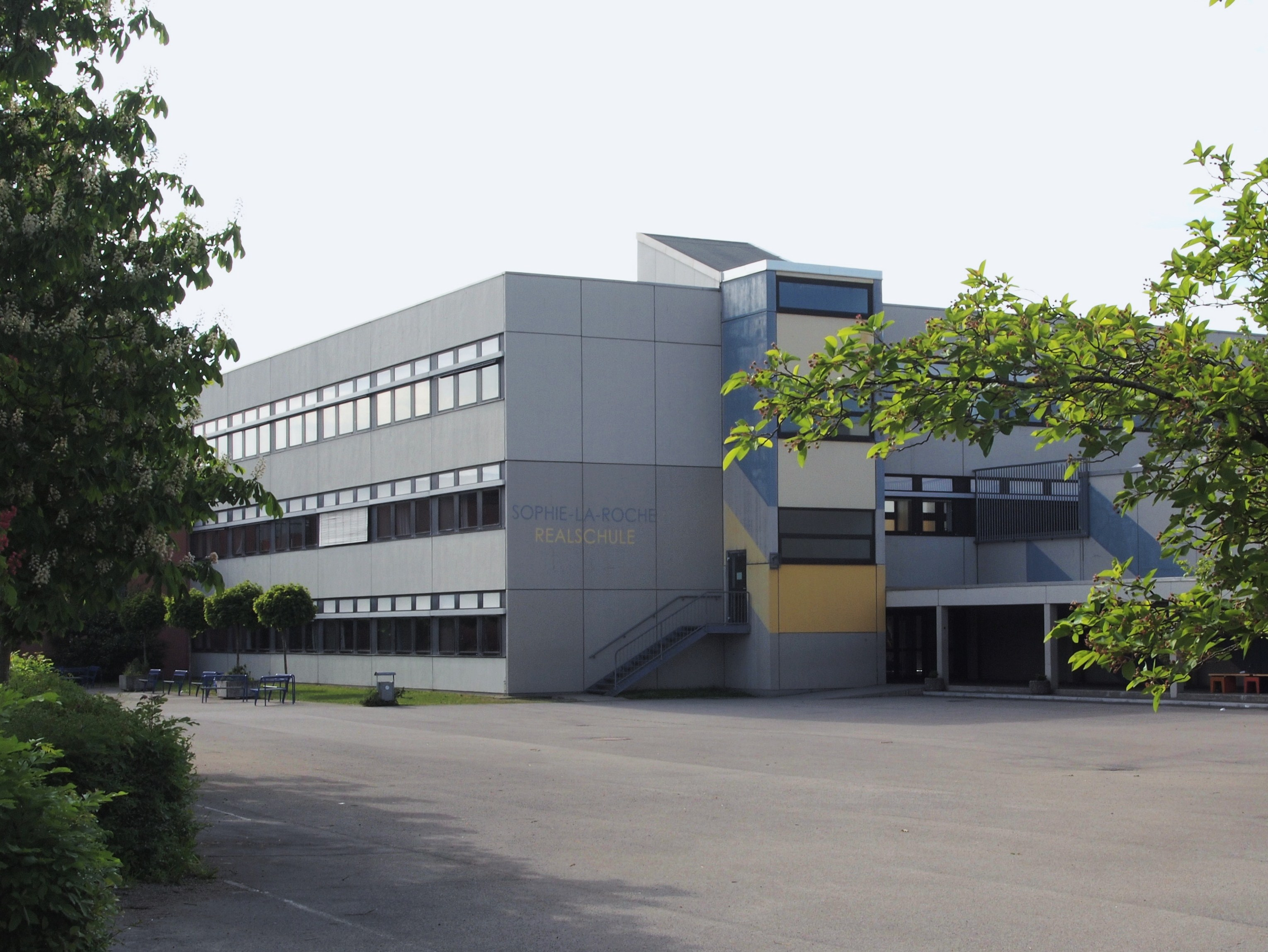
Sophie-La-Roche Realschule in Kaufbeuren

- Marien-Realschule für Mädchen
- Sophie-La-Roche-Realschule Sophie-La-Roche Realschule in Kaufbeuren

## Gymnasien

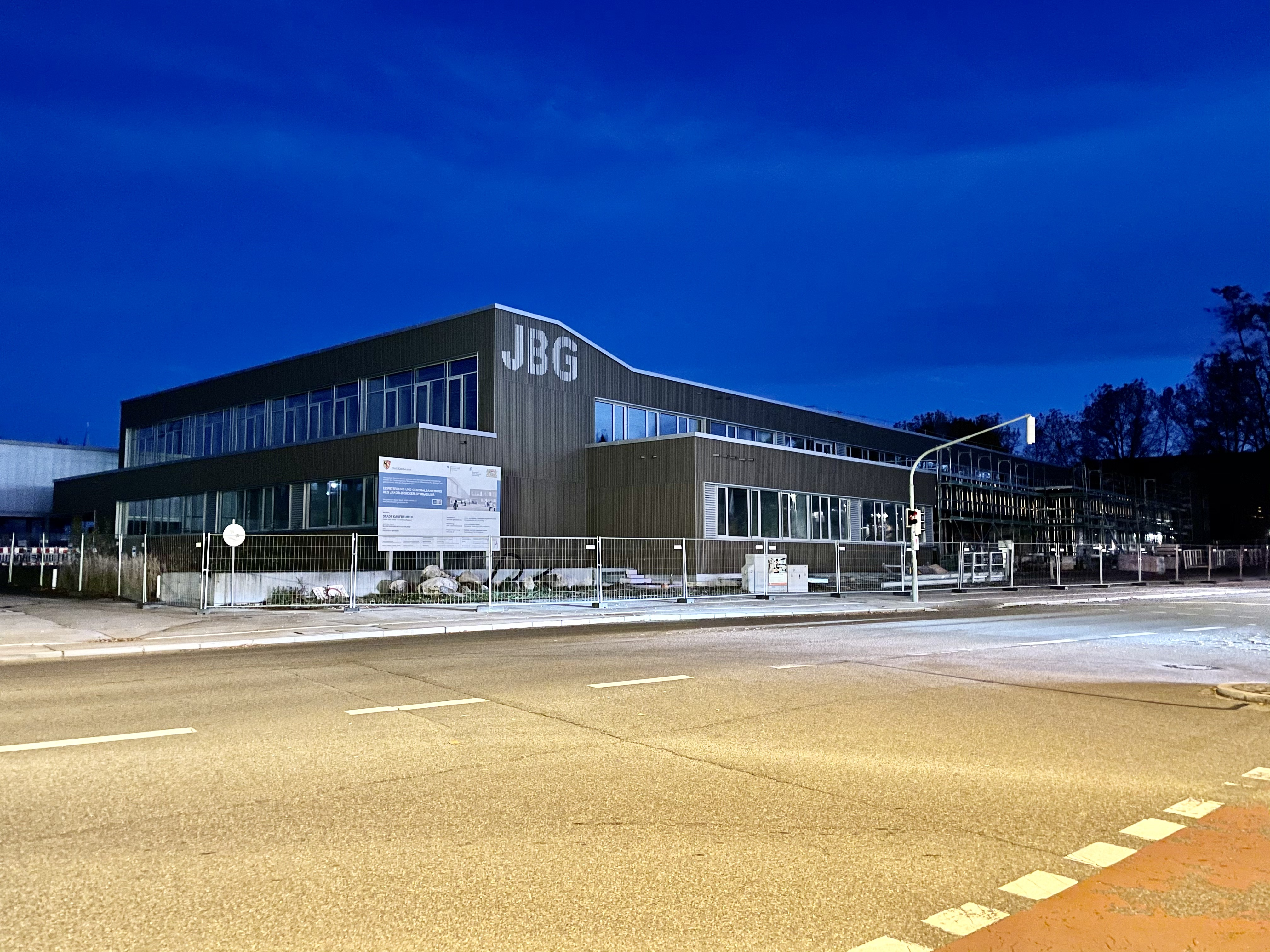
Jakob-Brucker-Gymnasium

- Jakob-Brucker-Gymnasium
- Marien-Gymnasium für Mädchen

## Staatliche Berufliche Oberschule
- Berufliche Oberschule Kaufbeuren (Fachoberschule und Berufsoberschule)

## Berufs- und Berufsfachschulen
- Berufsfachschule für Altenpflegehilfe
- Berufsfachschule für Krankenpflege der Bezirkskliniken Schwaben am Bezirkskrankenhaus
- Berufsfachschule für Krankenpflege der Kliniken Ostallgäu-Kaufbeuren
- Staatl. Berufsfachschule für Ernährung u. Versorgung und Kinderpflege
- Staatl. Berufsschule
- Staatliche Berufsfachschule für Glas und Schmuck

## Fachschulen / Hochschulen / Fachakademien
- Hochschule für den Öffentlichen Dienst in Bayern Fachbereich Finanzwesen
- Staatl. Fachakademie für Sozialpädagogik

## Wirtschafts- & sonstige Schulen
- Private Wirtschaftsschule Frenzel
- Städt. Sing- und Musikschule
- Volkshochschule